# Didymochelia spongicola
Didymochelia spongicola is een vlokreeftensoort uit de familie van de Didymocheliidae. De wetenschappelijke naam van de soort is voor het eerst geldig gepubliceerd in 1931 door K.H. Barnard.